# Neniska Wełyka
Neniska Wełyka (rum. Mica Mare, ukr. Неніска Велика) – szczyt górski w Karpatach Marmaroskich położony na granicy Rumunii i Ukrainy.

## Topografia
Szczyt położony jest w głównym, równoleżnikowym paśmie Karpat Marmaroskich, w części wyróżnianej przez geografię ukraińską jako Góry Rachowskie. Wznosi się na wysokość 1815 m n.p.m. (1815,5 m) przy wybitności równej 351 m i izolacji 4,6 km (najbliższy wyższy szczyt to Farcăul). Kolejne szczyty w grzbiecie w kierunku zachodnim to Neniska Mała (wysokość także 1815 m; odległość 650 m), bezimienny szczyt 1802 m (ok. 1,4 km) oraz Mezypotoky (1713 m; ok. 2,8 km), zaś w kierunku wschodnim – Steawuł Wełyky (1762 m; ok. 1,3 km) i Bersyneskuł (1682 m; ok. 3,2 km). Północne zbocza opadają ku dolinie potoku Szczauł (dopływ Białej Cisy), zaś południowe ku potokowi Repedea (dopływ rzeki Ruscova w dorzeczu Vișeu). Stoki południowe, północne i północno-wschodnie (poprzeczne do grzbietu) strome, zachodnie i południowo wschodnie bardziej łagodne.
Do wysokości 1400 metrów górę porasta lasem iglastym i bukowym, powyżej pokryta jest połoniną z elementami roślinności subalpejskiej i alpejskiej.
Na szczycie znajduje się słup graniczny oraz wieża triangulacyjna.

### Panorama
Widok ze szczytu jest otwarty. Z wierzchołka rozpościera się szeroka panorama. Od północy po północny wschód można dostrzec całe pasmo Czarnohory (Petros, Howerla, Hutyn Tomnatyk, Brebeneskuł, Pop Iwan), następnie w większej odległości widać Połoniny Hryniawskie (Skupowa, Ludowa, Hala Michajłowa, Baba Ludowa). Począwszy od wschodu ku południowemu wschodowi widoczne są szczyty Gór Czywczyńskich  (Stóg, Czywczyn, Hnatasia), a w oddali także głównego pasma Karpat Marmaroskich (Kreczela, Cearcănul, Toroiaga) oraz Gór Rodniańskich (Ineul, Pietros Rodniański). Na południu widnokrąg przesłaniają pobliskie masywy  Mihailecula i Farcăula, na zachodzie zaś widoczne są Pop Iwan Marmaroski, Neniska Mała i Pietros Marmaroski.

## Ochrona przyrody i turystyka
Rumuńskie zbocza góry znajdują się na terenie wielkoobszarowej jednostki ochrony przyrody pn. Parcul Natural Munții Maramureșului.
Północne zbocza trawersuje znakowany na czerwono Zakarpacki Szlak Turystyczny (omija szczyt w odległości niespełna 200 m).

## Nazwa
Ukraińska nazwa neniska oznacza w miejscowym dialekcie huculskim „ciotkę”. Choć oba bliźniacze szczyty mają równą wysokość, jeden określa się mianem Neniski Wełykiej (Wielkiej), a drugi Małej. Nazwa rumuńska Mică Mare odnosi się łącznie do dwóch wspomnianych szczytów i oznacza tyle co „Niski-Wysoki” (por. rum. mic, mare).